# Leicester East (circonscription britannique)

La circonscription dans le Leicestershire.

La circonscription de Leicester East est une circonscription électorale anglaise située dans le Leicestershire et représentée à la Chambre des communes du Parlement britannique.